# Zastawki serca

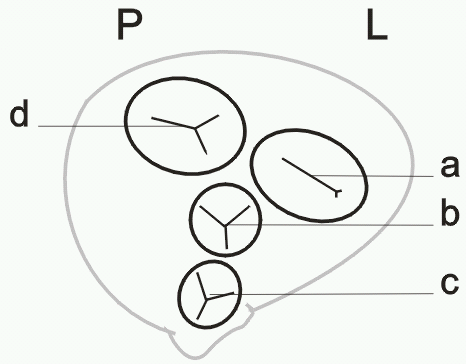
Zastawki w sercu człowieka, półschemat.
P – strona prawa, L – strona lewa.
Zastawki:
a – mitralna,
b – aorty,
c – pnia płucnego,
d – trójdzielna.

Przepływ krwi przez serce

Zastawka serca – zastawka jednokierunkowa, która umożliwia przepływ krwi w jednym kierunku przez jamy serca. W sercu człowieka znajdują się cztery zastawki i razem determinują one drogę przepływu krwi przez serce. Zastawka serca otwiera się lub zamyka w zależności od zróżnicowanego ciśnienia krwi po każdej stronie zastawki.
W sercu człowieka wyróżnia się następujące zastawki:
- przedsionkowo-komorowe, które zapobiegają cofaniu się krwi z komór do przedsionków:
  - zastawka dwudzielna, inaczej przedsionkowo-komorowa lewa, mitralna, dwupłatkowa między lewym przedsionkiem i lewą komorą,
  - zastawka trójdzielna, inaczej przedsionkowo-komorowa prawa, trójpłatkowa między prawym przedsionkiem i prawą komorą,
- półksiężycowate, które zapobiegają cofaniu się krwi do komór:
  - zastawka aorty,
  - zastawka pnia płucnego.